# Вегеглас
Вегеглас или посуда за одмеравање је део лабораторијског прибора који служи за чување и мерење малих количина супстанци. Због тога се израђује у малим запреминама. Вегеглас се израђује од стакла. Има ваљкасти облик, а на врху се налази шлифовани отвор који се затвара шлифованим чепом.